# Francesco De Francesco (doppiatore)
Francesco De Francesco (Pescara, 1º novembre 1978) è un doppiatore italiano.

## Biografia
Tra i molti doppiaggi a cui ha lavorato, ha dato voce a Cole in Ninjago: Masters of Spinjitzu ed è il doppiatore ufficiale di Jason Momoa a partire da Justice League.

## Doppiaggio

### Film
- Jason Momoa in Justice League, Braven - Il coraggioso, Aquaman, Zack Snyder's Justice League, Sweet Girl, Dune, Slumberland - Nel mondo dei sogni, Fast X, The Flash, Aquaman e il regno perduto, The Fall Guy, Un film Minecraft
- Jesse Plemons in Il ponte delle spie, Judas and the Black Messiah
- Jai Courtney in Suicide Squad, L'amore oltre la guerra, The Suicide Squad - Missione suicida
- Ernesto Alterio in Ti amo, imbecille, Origini segrete
- Romain Duris in Rompicapo a New York, Le nostre battaglie
- Jorma Taccone in Land of the Lost
- Calvin Wimmer in Transformers - La vendetta del caduto
- Brad Dourif in La maledizione di Chucky, Il culto di Chucky
- Mark Hadlow in Lo Hobbit - Un viaggio inaspettato
- Hannibal Buress in Spider-Man: Homecoming, Spider-Man: No Way Home
- Louis Fan in Ip Man, Ip Man 2
- Gabriel Vick in Les Misérables
- Andy Nyman in Kick-Ass 2
- Henry Cavill in Night Hunter
- James D'Arcy in Cloud Atlas
- Frank Grillo in Point Blank - Conto alla rovescia
- Matthew Goode in A Single Man
- Damon Herriman in C'era una volta a... Hollywood
- Gary Carr in City of Crime
- Jérémie Renier in Il sogno di Francesco
- Jack Kesy in 12 Soldiers
- Doudou Masta in Sposami, stupido!
- Aaron Yoo in Money Monster - L'altra faccia del denaro
- Thomas Ian Nicholas in Adverse
- Tamás Polgár in Il figlio di Saul
- Jakob Ulrik Lohman in Royal Affair
- Ashees Kupur in Amore in linea
- Brandon Auret in The Last Days of American Crime[1]
- Mike Iveson in West Side Story[2]
- Joakim Sällquist in Trouble
- Pilou Asbæk in Uncharted
- Robert Christopher Riley in Naked Singularity
- Selim Bayraktar in Un amore come te
- Bun Hay Mean in Asterix & Obelix - Il regno di mezzo
- Raphael Monteiro in Vicini per forza
- Christian Brassington in Un matrimonio all'inglese
- Mansaku Ikeuchi in Rurouni Kenshin: The Beginning
- Yoshiyoshi Arakawa in Le incredibili avventure di Fuku-chan
- Ko Chang-seok in The Secret Reunion
- Miyavi in Bleach
- Jóhannes Haukur Jóhannesson in Bloodshot
- Cole Hauser in Muti - The Ritual Killer
- Lee Jung-jae in The Thieves
- Eka Darville ne Il regno del pianeta delle scimmie
- Aaron W. Reed in Deadpool & Wolverine
- Robin Williams in Notte al museo - Il segreto del faraone (solo per il personaggio di Garuda)
- Alfonso Herrera in Príncipes salvajes
- Sofiane Zermani in Tigri e iene
- Ian McShane in La bussola d'oro[3]
- Lee Byung-hun in L'ultima partita di go

### Serie televisive
- Murat Ünalmış in Terra amara, La rosa della vendetta
- Nicholas Pinnock in Fortitude, Marcella
- Chaske Spencer in The English, Echo
- Cole Hauser in Yellowstone
- A. J. Buckley in SEAL Team
- Nathan Mitchell in Ginny & Georgia
- Lee Byung-hun in Squid Game
- Padre Khatri in From
- Filipe Valle Costa in Snowfall
- Mitchell Fink in Bosch
- Will Mellor in No Offence
- Lluís Villanueva in Benvenuti in famiglia
- Iwein Segers in I banditi di Jan
- Nabil Mallat in Into the Night
- Gokhan Yikilkan in Ethos
- Simon Mehzer in Califfato
- Mickey Leon in Hostages
- Brian d'Arcy James in Hawkeye
- Jason Momoa in Peacemaker
- Brian Tee in Reacher

### Film d'animazione
- Aleksandr Kovrizhnykh in Ladroni di Brema
- Phil in Cattivissimo me
- Buford in Rango
- Rino, il rinoceronte in Animals United
- Berto il troll in Lo Hobbit - Un viaggio inaspettato[4]
- Cole in LEGO Ninjago - Il film
- Ron ne Le avventure di Fiocco di Neve
- Gunther in Nut Job 2 - Tutto molto divertente
- Eugene Francis in Baby Boss
- Gwi-Ma in KPop Demon Hunters
- Lesotutte in Ralph spacca Internet
- Marshmallow in Frozen - Il regno di ghiaccio
- Minuta e Signor Nuvola in Trolls
- Minuta in Trolls World Tour
- Forzuto in I Puffi - Viaggio nella foresta segreta
- Izor in Maquia - Decoriamo la mattina dell'addio con i fiori promessi
- Aquaman in The LEGO Movie 2 - Una nuova avventura
- Kio in Scarpette rosse e i sette nani
- Lord Hightail in 100% lupo
- Joji Habu ne La vetta degli dei
- Mei Shi/YanLuoShi in Miraculous World: Shanghai - La leggenda di Ladydragon
- Re Pinguotto in Super Mario Bros. - Il film
- Orco in Nat e il segreto di Eleonora
- Bruto in Strange Magic
- Sguazza ne Il robot selvaggio
- Snoop Dogg in Piece by Piece
- Pisolo in Biancaneve

### Cartoni animati
- Cole in LEGO Ninjago e lego Ninjago la rivolta dei draghi

- Rasticore e Rhombulus in Marco e Star contro le forze del male[5]
- Mister Bubbles in Il mio pesciolino rosso è cattivo
- Poro in Red Caps
- Falcondrillo in Unikitty!
- Precisino in Tickety Toc[6]
- Sergente Gratchett in Mamma, Jamie ha i tentacoli!
- Irosi Nohara (2^ voce) in Shin-Chan
- Giganto in Gigantosaurus
- Blíster in 44 Gatti
- Magnus in Baby Boss - Di nuovo in affari[7]
- Pan Barbiere ne Il barbiere pasticciere[8]
- Minuta e signor Nuvola in Trolls: TrollsTopia
- Gregory Sunshine in Tiger & Bunny
- Draal in Trollhunters - I racconti di Arcadia
- Draal e Gunmar (ep. 2-4) in I Maghi - I racconti di Arcadia
- Signor Cheng in Jentry Chau contro il regno dei demoni
- Voce narrante in Danger Mouse
- Preside Cooke in Solar Opposites
- Kang il Conquistatore, Surtur, Yon-Rogg, Groot, Volstagg e Falcon in Avengers - I più potenti eroi della Terra[9]
- Fantasma in DuckTales
- Su-Han in Miraculous - Le storie di Ladybug e Chat Noir
- Dottor Orso in Peppa Pig
- Burden in Daniel Spellbound
- Henchman e Sal Spudder in La serie di Cuphead!
- Narratore in Kengan Ashura
- Bullfrog in Captain Laserhawk: A Blood Dragon Remix

### Videogiochi
- Talion in La Terra di Mezzo: L'ombra di Mordor,[10] La Terra di Mezzo: L'ombra della guerra[11]
- Niv Lek ed Elio Asty in LEGO Star Wars: Il risveglio della Forza[12]
- Windblade in Transformers Battlegrounds[13]